# Ighombwe
Ighombwe è una circoscrizione rurale (rural ward) della Tanzania situata nel distretto di Ikungi, regione di Singida. Conta una popolazione di 13 344 abitanti (censimento 2012).